# Баленсиага, Кристобаль
Кристо́баль Баленсиа́га Эйсаги́рре (баск. Cristobal Balenciaga Eizagirre; исп. Cristóbal Balenciaga Eizaguirre, 21 января 1895[…], Гетариа, Страна Басков — 23 марта 1972[…], Хавеа) — баскский модельер (кутюрье), основатель дома высокой моды Balenciaga, функционировавшего в Сан-Себастьяне, Мадриде и Париже.

## Биография
Кристобаль родился в городке Гетария в баскской семье, у рыбака и швеи. В 12-летнем возрасте был отдан в подмастерья портному.
В 1919 году с помощью маркизы де Каса-Торрес открыл своё собственное ателье в городе Сан-Себастьяне. В следующем, 1920 году, открыл дом моды в Мадриде. В 1933 совместно с Педро Родригесом открывает там же дом моды Eisa.
В 1930-х годах переехал в Париж, где в 1937 году открыл дом высокой моды Balenciaga. Среди его клиенток были королева Испании Виктория, королева Бельгии Фабиола, княгиня Монако Грейс, герцогиня Виндзорская Уоллис Симпсон.

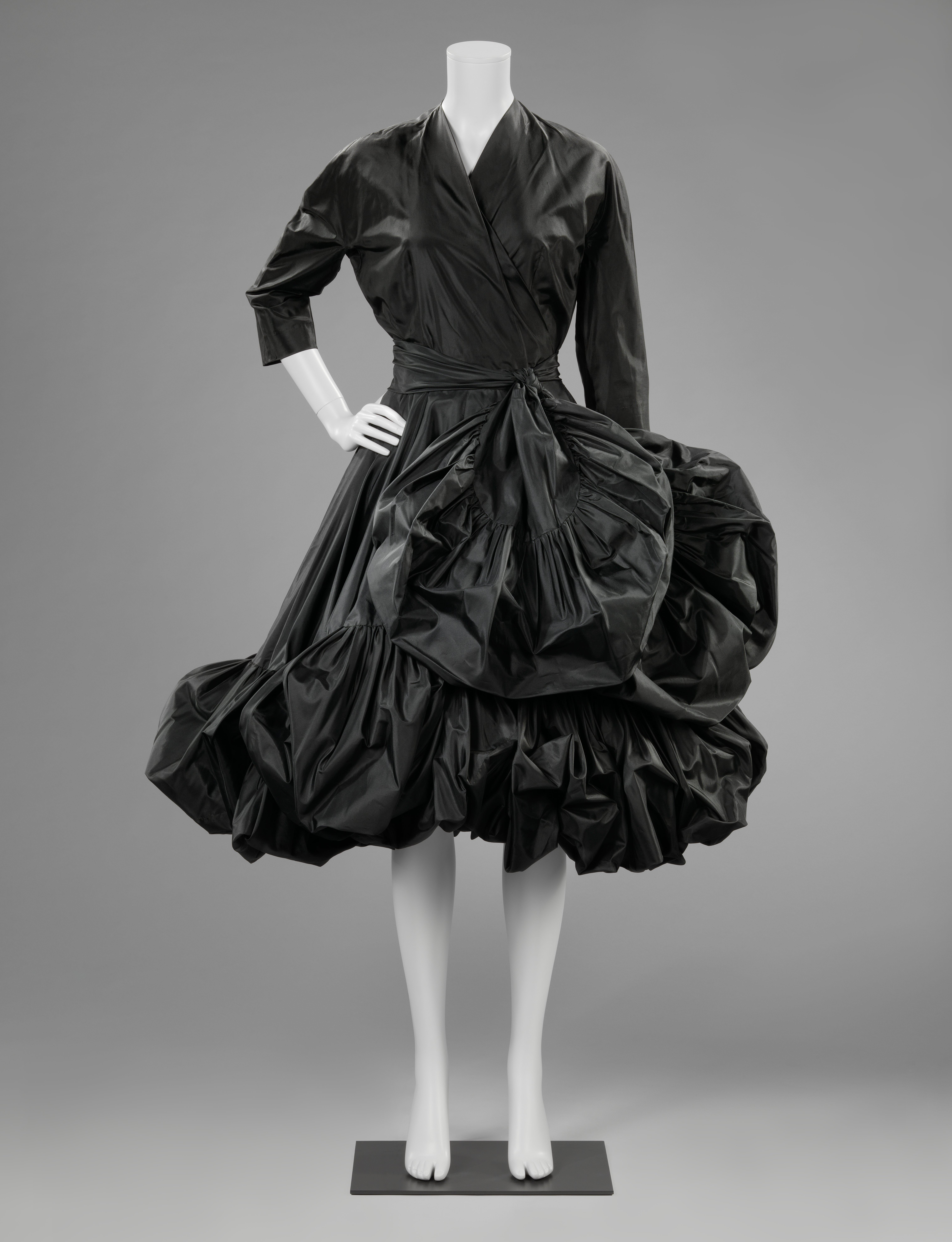
Коктейльное платье из чёрной тафты, дизайн Баленсиаги, 1951 год

Конец 1940-х и 1950-е годы историки моды иногда называют «эрой Баленсиаги». В этот период он создал то, что впоследствии многократно использовалось в модном дизайне: узкий прямой силуэт в форме буквы I, платья-бочки, пальто-каре, свободные жакеты с огромными капюшонами, платья-трапеции, шляпы-коробочки, разнообразные полупальто без пуговиц и воротника. 
В 1945 году ввёл в женскую одежду квадратные плечи, а в 1951 году — одежду с открытыми шеей и плечами. 
В 1960 году придумал платье-мешок, которое впоследствии было скопировано многими другими дизайнерами.
Коко Шанель утверждала, что Баленсиага — единственный кутюрье, который способен самостоятельно моделировать, кроить, резать и шить. Он предпочитал работать с плотной, жёсткой тканью, которая придавала его творениям сходство со скульптурами.
Баленсиага за всю жизнь дал всего несколько интервью. 
В 1968 году он решил завершить карьеру и закрыть дома моды в Париже, Сан-Себастьяне и Мадриде, при этом не сообщил об этом своим сотрудникам лично и не попрощался с ними.
Производство духов продолжилось по лицензии, которую выкупил Жан Конкье; также он начал производство одежды прет-а-порте под этой маркой.
Развивать идеи Баленсиаги продолжили его ученики — Андре Курреж и Эмануэль Унгаро.

## Возобновление деятельности дома
После смерти Баленсиаги было несколько попыток возродить его дом моды; все они не имели особого успеха. В 1997 году, когда ведущим дизайнером назначили 26-летнего Николя Жескьера, о доме вновь заговорили, продажи стали расти. Жескьер отличался созданием нарядов из спортивных тканей (парашютный шёлк, пластик, неопрен и нейлон).
Бренд Balenciaga принадлежит корпорации Kering.

## В популярной культуре
- Романы Ремарка «Жизнь взаймы» (1959) и «Тени в раю»;
- По словам кинорежиссёра Пола Томаса Андерсона, при создании сценария и съёмках фильма Призрачная нить (2017) он вдохновлялся некоторыми фактами из жизни Баленсиаги;
- В III сезоне американского телесериала «Американская история ужасов»: последними словами Миртл Сноу были «Баленсиага» (роль исполнила Фрэнсис Конрой).
- «Кристобаль Баленсиага» (Cristóbal Balenciaga[англ.]) — американский мини-сериал 2024 года, байопик о Кристобале Баленсиага[7][8].